# 牛山街道
牛山街道是中华人民共和国江苏省连云港市东海县下辖的一个街道办事处。
2013年1月31日，江苏省人民政府批复同意撤销牛山镇，以原牛山镇行政区域设立牛山街道办事处，街道办事处驻东海县城区和平西路258号。

## 行政区划
牛山街道下辖以下村级行政区划单位：
牛山社区、钢铁社区、和平社区、东海社区、幸福社区、康源社区、外贸巷社区、站南社区、徐海社区、利民社区、振兴社区、兴业社区、双湖社区、北辰社区、果园社区、牛山村、英疃村、东蔡村、郑庄村、茅墩村、贯庄村、和堂村、西蔡村、东海农场村和种猪场村。